# Ostorhinchus aphanes
Ostorhinchus aphanes es una especie de pez con aleta radiada del género Ostorhinchus, de la familia Apogonidae, orden Kurtiformes. Fue descrita por Fraser en 2012.
Aphanes, un adjetivo griego que significa "oscuro" y que hace referencia a la dificultad de identificar esta especie sin examinar cuidadosamente los dientes premaxilares y dentarios.

## Descripción
Aletas pálidas, una única franja amarilla tenue por encima de las escamas de la línea lateral porosa, dientes en una fila en la parte frontal del premaxilar, pasando a dos filas en el costado y luego una sola fila, dientes en el dentario en 1–2 filas que se vuelven más grandes en el costado en una sola fila, mancha basicaudal con melanóforos discretos. Mide 4,5 cm de longitud estándar.

## Distribución
Conocida solo de Palaos, pero se espera que se encuentre en otras partes de la región del Pacífico occidental.